# Let's Talk About Feelings
Let's Talk About Feelings es el quinto álbum de estudio de Lagwagon. Fue lanzado al mercado por Fat Wreck Chords el 24 de noviembre de 1998. En este disco, la banda incorpora novedades en su formación: Chris Rest sustituye a Ken Stringfellow en la guitarra.
May 16, una de las canciones más famosas y aclamadas de la banda, forma parte de la banda sonora del videojuego Tony Hawk's Pro Skater 2.

## Listado de canciones
1. "After You My Friend" – 2:34
2. "Gun In Your Hand" – 2:02
3. "Leave The Light On" – 1:54
4. "Change Despair" – 1:55
5. "Train" – 2:24
6. "Hurry Up And Wait" – 0:34
7. "Everything Turns Grey" – 1:49
8. "Love Story" – 2:20
9. "Messengers" – 1:57
10. "The Kids Are All Wrong" – 1:07
11. "May 16" – 2:57
12. "Owen Meaney" – 3:45

## Créditos
- Joey Cape - Voz
- Chris Flippin - Guitarra
- Chris Rest - Guitarra
- Jesse Buglione - Bajo
- Dave Raun - Batería

- Datos: Q3830994